# Gods of Violence
Gods of Violence je čtrnácté studiové album německé thrashmetalové skupiny Kreator. Bylo vydáno 27. ledna 2017 u vydavatelství Nuclear Blast.

## O albu
Skupina album nahrála ve švédském studiu Fascination Street Studios pod dohledem producenta Jense Bogrena. O mastering se postaral Tony Lindgren a přebal alba vytvořil Jan Meininghaus. K titulní písni Kreator nahráli videoklip a 11. listopadu zveřejnili první fotky z nahrávání. Podle zpěváka Mille Petrozzy přebal alba přesně vystihuje, o čem titulní skladba pojednává. Také si podle svých vlastních slov myslí, že to je Meininghausovo nejlepší dílo.
První singl, titulní píseň „Gods of Violence“, vydala skupina 18. listopadu. K němu byl zveřejněn také videoklip. Ke druhému singlu „Satan Is Real“, který byl zveřejněn 16. prosince, byl také vydán videoklip. Další singl vyšel 27. ledna 2017, v den vydání alba, jmenoval se „Totalitarian Terror“ a také k němu byl natočen videoklip.
Album se v prvním týdnu prodejů nejlépe umístilo na první příčce v německém žebříčku Media Control Charts, na čtvrtém místě v rakouské hitparádě Ö3 Austria Top 40 a na sedmé pozici v české a finské hitparádě. David Havlena, redaktor českého magazínu Spark, v recenzi na album prohlásil, že se jedná o kandidáta na desku roku. V celkovém hodnocení redaktorů Sparku deska získala 4,69 bodů ze 6 a stala se tak albem měsíce leden v žebříčku Sparku.

## Seznam skladeb
Všechny skladby napsal(i) Kreator. 
| Pořadí         | Název                  | Délka |
| -------------- | ---------------------- | ----- |
| 1.             | Apocalypticon          | 1:06  |
| 2.             | World War Now          | 4:28  |
| 3.             | Satan Is Real          | 4:38  |
| 4.             | Totalitarian Terror    | 4:45  |
| 5.             | Gods of Violence       | 5:51  |
| 6.             | Army of Storms         | 5:09  |
| 7.             | Hail to the Hordes     | 4:02  |
| 8.             | Lion with Eagle Wings  | 5:22  |
| 9.             | Fallen Brother         | 4:37  |
| 10.            | Side by Side           | 4:19  |
| 11.            | Death Becomes My Light | 7:26  |
| Celková délka: | Celková délka:         | 51:43 |

## Obsazení
- Mille Petrozza – zpěv, kytara
- Sami Yli-Sirniö – kytara
- Christian Giesler – basová kytara
- Jürgen Reil – bicí